# Пикос

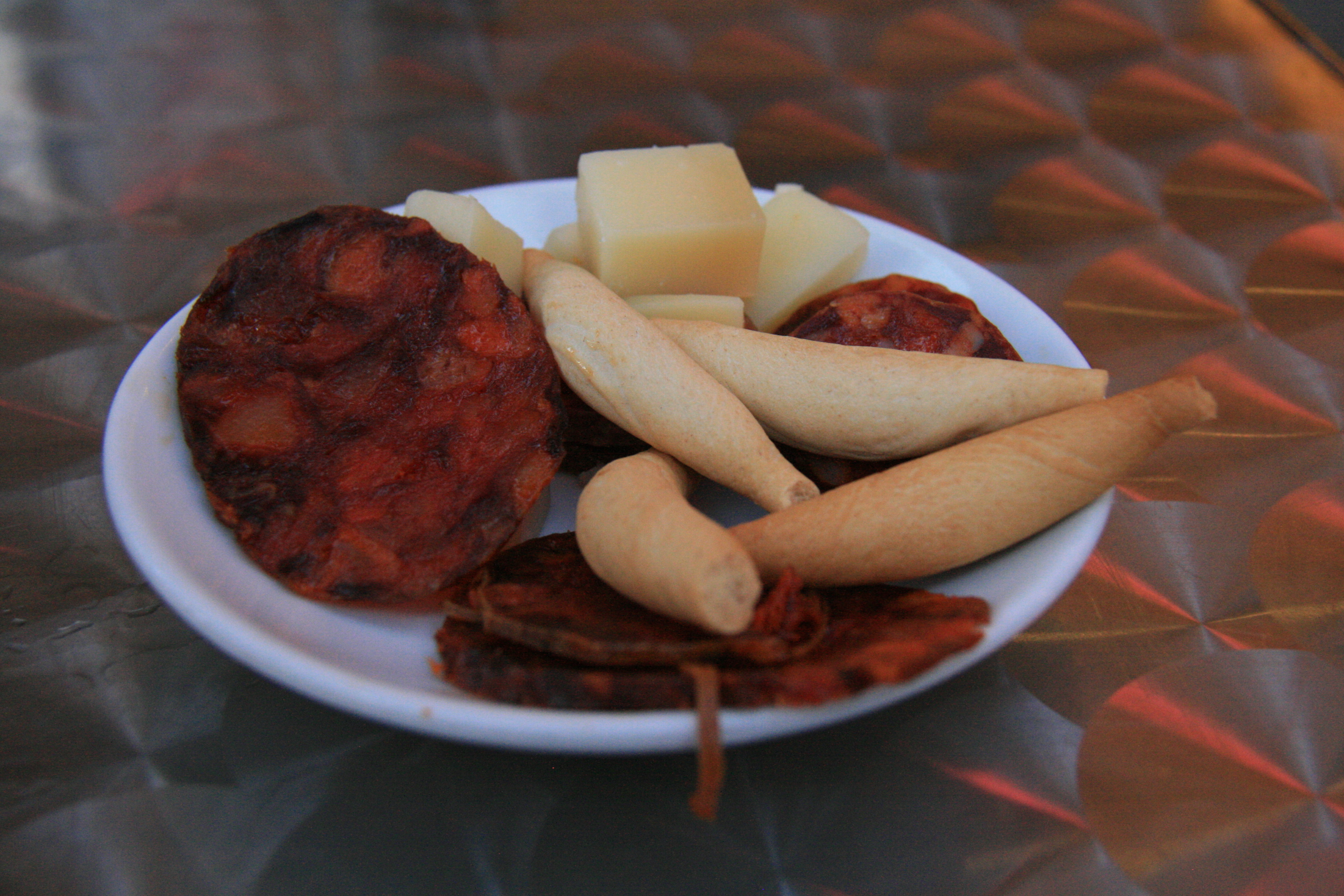
Пикос с чорисо

Пи́кос (исп. picos — букв. «клювы») — хрустящие андалусские хлебные палочки, похожие на итальянские гриссини, но меньшего размера. Используются в тапас с хамоном или колбасами. Отличаются низким содержанием влаги, что позволяет хранить их длительное время. Тесто содержит пшеничную муку, воду, дрожжи и соль. Обычно добавляется жир, как правило, растительного происхождения. В некоторых рецептах пикос в тесто добавляется чеснок.